# Jakob Presečnik
Jakob Presečnik, slovenski politik, poslanec in inženir gradbeništva, * 23. julij 1948, Lenart pri Gornjem Gradu.
Je nekdanji podpredsednik Državnega zbora Republike Slovenije.

## Življenjepis
Jakob Presečnik je diplomiral leta 1974 na Fakulteti za arhitekturo, gradbeništvo in geodezijo, na Oddelku za gradbeništvo. Po diplomi se je zaposlil v Vegradu, kjer je delal kot projektant. Leta 1990 se je zaposlil na občini Mozirje,  kje je bil zadolžen za odpravo poplav istega leta. Med letoma 1994 in 1998 pa je opravljaj funkcijo župana. Leta 1996 je bil na listi Slovenske ljudske stranke  izvoljen v  Državni zbor Republike Slovenije,  kjer je opravljal tudi funkcijo predsednika Odbora za infrastrukturo in okolje. Leta 2000 je bil izvoljen v vlado, kot  minister za promet, funkcijo pa je opravljal do aprila  2004, ko je stranka SLS izstopila iz koalicije. Jakob Presečnik, član Slovenske ljudske stranke, je bil leta 2004 tretjič izvoljen v Državni zbor Republike Slovenije; v tem mandatu je bil član naslednjih delovnih teles:
- Odbor za okolje in prostor,
- Ustavna komisija,
- Odbor za zadeve Evropske unije,
- Mandatno-volilna komisija in
- Kolegij predsednika Državnega zbora Republike Slovenije.

Avgusta 2011 je postal častni občan občine Ljubno. Na državnozborskih volitvah leta 2011 je kandidiral na listi SLS. Leta 2014 je kandidiral za evropskega poslanca na skupni listi NSi in SLS.